# Municipio de Otsego (Indiana)
El municipio de Otsego (en inglés: Otsego Township) es un municipio ubicado en el condado de Steuben en el estado estadounidense de Indiana. En el año 2010 tenía una población de 2575 habitantes y una densidad poblacional de 28,59 personas por km².

## Geografía
El municipio de Otsego se encuentra ubicado en las coordenadas 41°34′8″N 84°54′31″O / 41.56889, -84.90861. Según la Oficina del Censo de los Estados Unidos, el municipio tiene una superficie total de 90.07 km², de la cual 86,86 km² corresponden a tierra firme y (3,57 %) 3,21 km² es agua.

## Demografía
Según el censo de 2010, había 2575 personas residiendo en el municipio de Otsego. La densidad de población era de 28,59 hab./km². De los 2575 habitantes, el municipio de Otsego estaba compuesto por el 98,52 % blancos, el 0,16 % eran afroamericanos, el 0,16 % eran amerindios, el 0,12 % eran asiáticos, el 0,23 % eran de otras razas y el 0,82 % eran de una mezcla de razas. Del total de la población el 0,82 % eran hispanos o latinos de cualquier raza.